# Воскресенська церква (Луганськ)
Воскресенська церква — втрачений православний храм у Луганську. Збудований 1905 року. Зруйнований комуністами 1936-го.

## Історія
Кам'яна церква побудована 1905 року на міському Луганському цвинтарі коштом купця Федора Подкопаєва.
З 1927 року віряни підпорядковувалися Українській соборно-єпископській церкві. Храм виконував функції кафедрального собору Луганської єпархії, в якому служили архієреї архієпископ Августин Вербицький та митрополит Феофіл Булдовський.
4 жовтня 1935 року Президія Всеукраїнського центрального виконавчого комітету ухвалила рішення про закриття Воскресенської церкви. Будівлю храму передбачалося пристосувати до клубу заводу імені Артема. У 1936 році у зв'язку з реконструкцією міського центру було організовано перепоховання, у тому числі було перенесено прах учасника громадянської війни Олександра Пархоменка до скверу Революції, а церкву було підірвано.
Станом на сьогодні, на місці церкви розташована обласна телерадіокомпанія, а на території колишнього Воскресенського цвинтаря — сквер Молодої гвардії.